# Coenotephria strangulata
Coenotephria strangulata är en fjärilsart som beskrevs av Achille Guenée 1858. Coenotephria strangulata ingår i släktet Coenotephria och familjen mätare. Inga underarter finns listade i Catalogue of Life.